# 異世奇人 (系列11)
本系列为英國科幻電視劇《異世奇人》（英語：Doctor Who）2005年重啟以來的第11個常規系列，也是整個劇集的第37季，常規劇集共有10集，另有1集新年特輯。本系列由第一次負責本劇的克里斯·奇布諾爾接替完成系列10后離開的史蒂芬·莫法特擔當首席編劇和執行製片人。在經歷由拉塞尔·T·戴维斯主理的2005–2010年第一階段和莫法特主理的2010–2017年第二階段后，本劇迎來了自2005年重啟以來的第三個階段。
朱迪·惠特克接替彼得·卡帕尔蒂饰演第十三任博士，一位通過塔迪斯穿越时空的外星人，是本劇自1963年開播以來的第一位女博士。同時引入全新角色格雷姆·奧布萊恩（布拉德利·沃爾什飾）、瑞恩·辛克萊（托辛·科爾飾）和婭斯敏·坎（曼迪·吉爾飾）作为博士的最新同伴。本系列緊承2018年聖誕特輯《曾有兩次》的劇情，以重生後的博士尋找丟失的塔迪斯為開端，無意之中帶領格雷姆、瑞恩和婭斯敏一同開始時空旅行。本系列中每集講述一個相對獨立的的完整故事，沒有出現由連續多集組成的故事。
除克里斯·奇布諾爾執筆參與撰寫包括特輯在內的7集劇本之外，瑪洛麗·布萊克曼、維奈·帕特爾、皮特·麥克蒂格、喬伊·威爾金森和艾德·希姆各為其中1集編劇。傑米·蔡爾茲、馬克·托德萊、萨利·阿帕拉哈米安和珍妮弗·佩羅特分別執導常規劇集中的兩集，韋恩·葉執導新年特輯。本系列於2017年11月開拍，2018年8月完成拍攝，2018年10月7日首播，定於每週日播出。與重啟以來傳統的聖誕特輯不同，本系列相關的特輯《新年決心》於2019年的元旦播出。

## 演員與角色
| 主要演員        | 主要演員        | 角色            | 角色           | 本季出演故事 | 本季出演故事 | 本季出演故事 | 本季出演故事 | 本季出演故事 | 本季出演故事 | 本季出演故事 | 本季出演故事 | 本季出演故事 | 本季出演故事 | 本季出演故事 |
| 譯名            | 英語            | 譯名            | 英語           | 277          | 278          | 279          | 280          | 281          | 282          | 283          | 284          | 285          | 286          | 特輯         |
| --------------- | --------------- | --------------- | -------------- | ------------ | ------------ | ------------ | ------------ | ------------ | ------------ | ------------ | ------------ | ------------ | ------------ | ------------ |
| 朱迪·惠特克     | Jodie Whittaker | 第十三任博士    | The Doctor     | 是           | 是           | 是           | 是           | 是           | 是           | 是           | 是           | 是           | 是           | 是           |
| 布拉德利·沃爾什 | Bradley Walsh   | 格雷姆·奧布萊恩 | Graham O'Brien | 是           | 是           | 是           | 是           | 是           | 是           | 是           | 是           | 是           | 是           | 是           |
| 托辛·科爾       | Tosin Cole      | 瑞恩·辛克萊     | Ryan Sinclair  | 是           | 是           | 是           | 是           | 是           | 是           | 是           | 是           | 是           | 是           | 是           |
| 曼迪·吉爾       | Mandip Gill     | 婭斯敏·坎       | Yasmin Khan    | 是           | 是           | 是           | 是           | 是           | 是           | 是           | 是           | 是           | 是           | 是           |

## 劇集
與自《異世奇人》系列7之後的每季不同，本系列中各集均是相對獨立的完整故事，不會出現由連續多集組成的故事。
| 故事 | 集數 | 標題                            | 譯名                   | 導演              | 編劇                             | 首播日期       | 英國收視 (百萬) | 指數 |
| ---- | ---- | ------------------------------- | ---------------------- | ----------------- | -------------------------------- | -------------- | --------------- | ---- |
| 277  | 1    | The Woman Who Fell to Earth     | 天外來客               | 傑米·蔡爾茲       | 克里斯·奇布諾爾                  | 2018年10月7日  | 10.96           | 83   |
| 278  | 2    | The Ghost Monument              | 幽靈紀念碑             | 馬克·托德萊       | 克里斯·奇布諾爾                  | 2018年10月14日 | 9.00            | 82   |
| 279  | 3    | Rosa                            | 羅莎                   | 馬克·托德萊       | 瑪洛麗·布萊克曼、克里斯·奇布諾爾 | 2018年10月21日 | 8.41            | 83   |
| 280  | 4    | Arachnids in the UK             | 英國蛛影               | 萨利·阿帕拉哈米安 | 克里斯·奇布諾爾                  | 2018年10月28日 | 8.22            | 83   |
| 281  | 5    | The Tsuranga Conundrum          | 瑟藍伽難題             | 珍妮弗·佩罗特     | 克里斯·奇布諾爾                  | 2018年11月4日  | 7.76            | 79   |
| 282  | 6    | Demons of the Punjab            | 旁遮普的惡魔           | 傑米·蔡爾茲       | 維奈·帕特爾                      | 2018年11月11日 | 7.48            | 80   |
| 283  | 7    | Kerblam!                        | 咔寶！                 | 珍妮弗·佩罗特     | 皮特·麥克蒂格                    | 2018年11月18日 | 7.46            | 81   |
| 284  | 8    | The Witchfinders                | 獵巫者                 | 萨利·阿帕拉哈米安 | 喬伊·威爾金森                    | 2018年11月25日 | 7.21            | 81   |
| 285  | 9    | It Takes You Away               | 它會帶你走             | 傑米·蔡爾茲       | 艾德·希姆                        | 2018年12月2日  | 6.42            | 80   |
| 286  | 10   | The Battle of Ranskoor Av Kolos | 蘭斯庫·阿瓦·克羅斯之戰 | 傑米·蔡爾茲       | 克里斯·奇布諾爾                  | 2018年12月9日  | 6.65            | 79   |
| 287  | ‡    | Resolution                      | 新年決心               | 韋恩·葉           | 克里斯·奇布諾爾                  | 2019年1月1日   | 7.13            | 80   |

## 選角

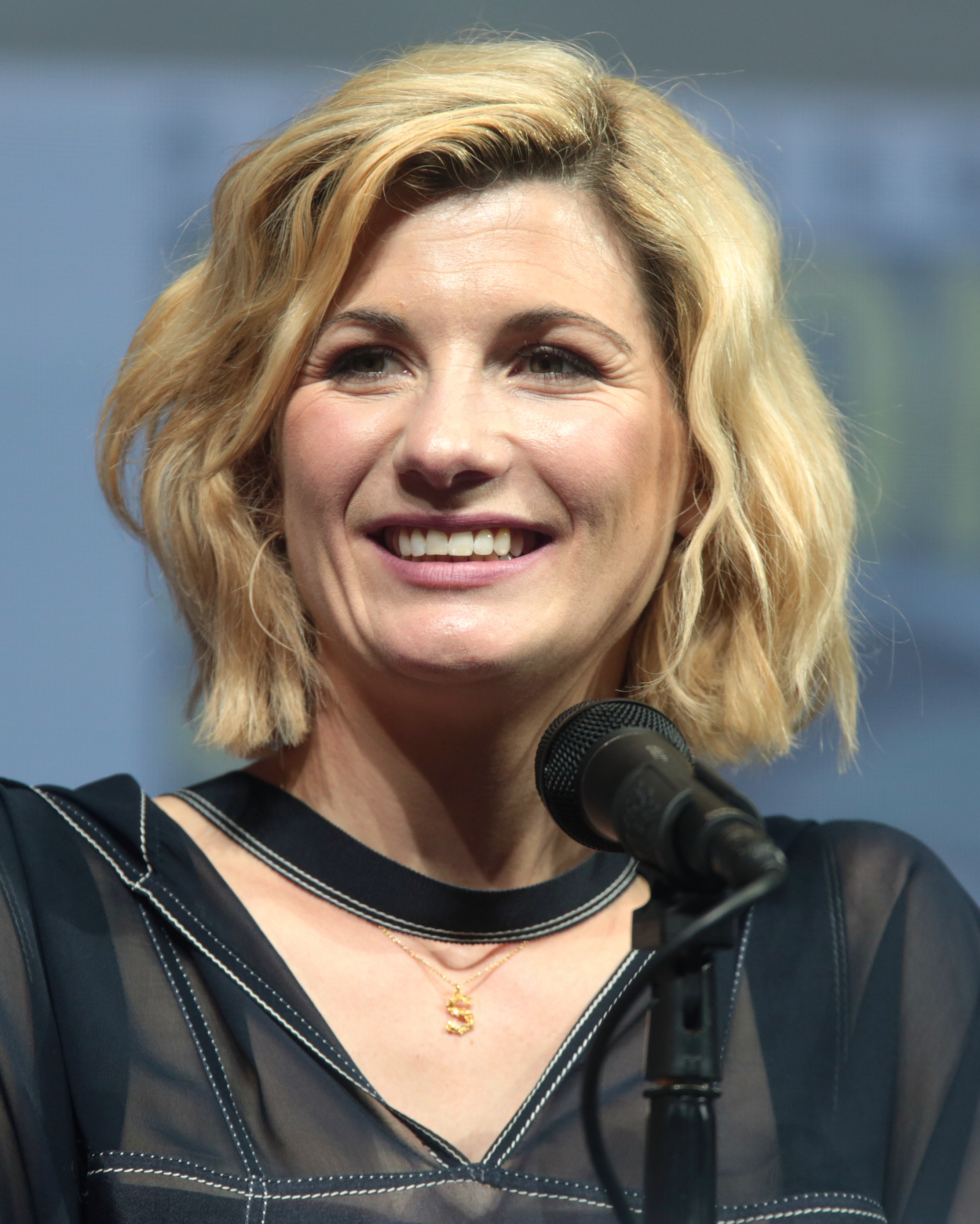
2018年7月19日，朱迪·惠特克在圣地亚哥国际漫画展宣傳《異世奇人》系列11。

本系列中將由朱迪·惠特克擔當第十三任博士。主演了三季的前任博士飾演者彼得·卡帕尔蒂，於系列10結束后離開。卡帕爾飾演的第十二任博士最後出現在2017年的聖誕特輯《曾有兩次》。2017年2月，主理人莫法特曾試圖說服卡帕爾蒂留下來未果。
2017年，在完成ITV出品的電視劇《小鎮疑雲》後，新任首席編劇和執行製片人克里斯·奇布諾爾開始選擇第十三任博士的演員。主理人奇布諾爾具有演員人選的最終發言權。媒體和書商們紛紛猜測誰會是卡帕尔蒂的繼任者，本·威士肖和克里斯·马歇尔的呼聲最高。2017年7月16日，BBC在播出2017年溫布頓網球錦標賽罗杰·费德勒和馬林·契利奇的男子單打決賽後，公佈朱迪·惠特克將成為第十三任博士的飾演者。
米歇爾·戈麥斯在系列10中回歸繼續飾演法師。2017年5月，她表示這是自己出演的最後一季，不會在系列11或者以後的劇集中回歸。博士的同伴納多爾飾演者马修·卢卡斯在系列10結束後離開，同樣地，比爾·波茨的飾演者珀爾·麥琪在2017年的聖誕特輯之後不會回歸。因此，系列11將為博士引入三位新同伴，分別是格雷姆（布拉德利·沃爾什飾）、瑞恩（托辛·科爾飾）和婭斯敏（曼迪·吉爾飾）。女演員莎倫·D·克拉克飾演格雷姆的妻子，劇中的一位常規角色。
2018年3月8日，蘇格蘭男演員艾倫·康明公佈他將在本季的某一集中飾演國王詹姆士國王。3月25日，喜劇演員李·麥克表示會在本系列的某一集中短暫出演。肖恩·杜利也會出現在本系列中。在首播集《天外來客》片尾的整季預告中，公佈在本系列將會客串出演的演員還有：馬克·阿蒂、茱莉·赫斯姆德哈尔格、沙恩·薩薩、肖布納·格拉蒂、布雷特·戈德斯坦、喬西·鮑曼、西沃恩·芬納蘭、洛伊絲·錢敏巴、蘇珊·林奇、哈薩·傑圖阿、阿特·馬利克、蘇珊妮·帕克、维森特·鲁宾逊、阿米塔·蘇曼、本·貝利·史密斯、菲利斯·洛根和克里斯·诺斯。

## 製作

### 編劇與開發

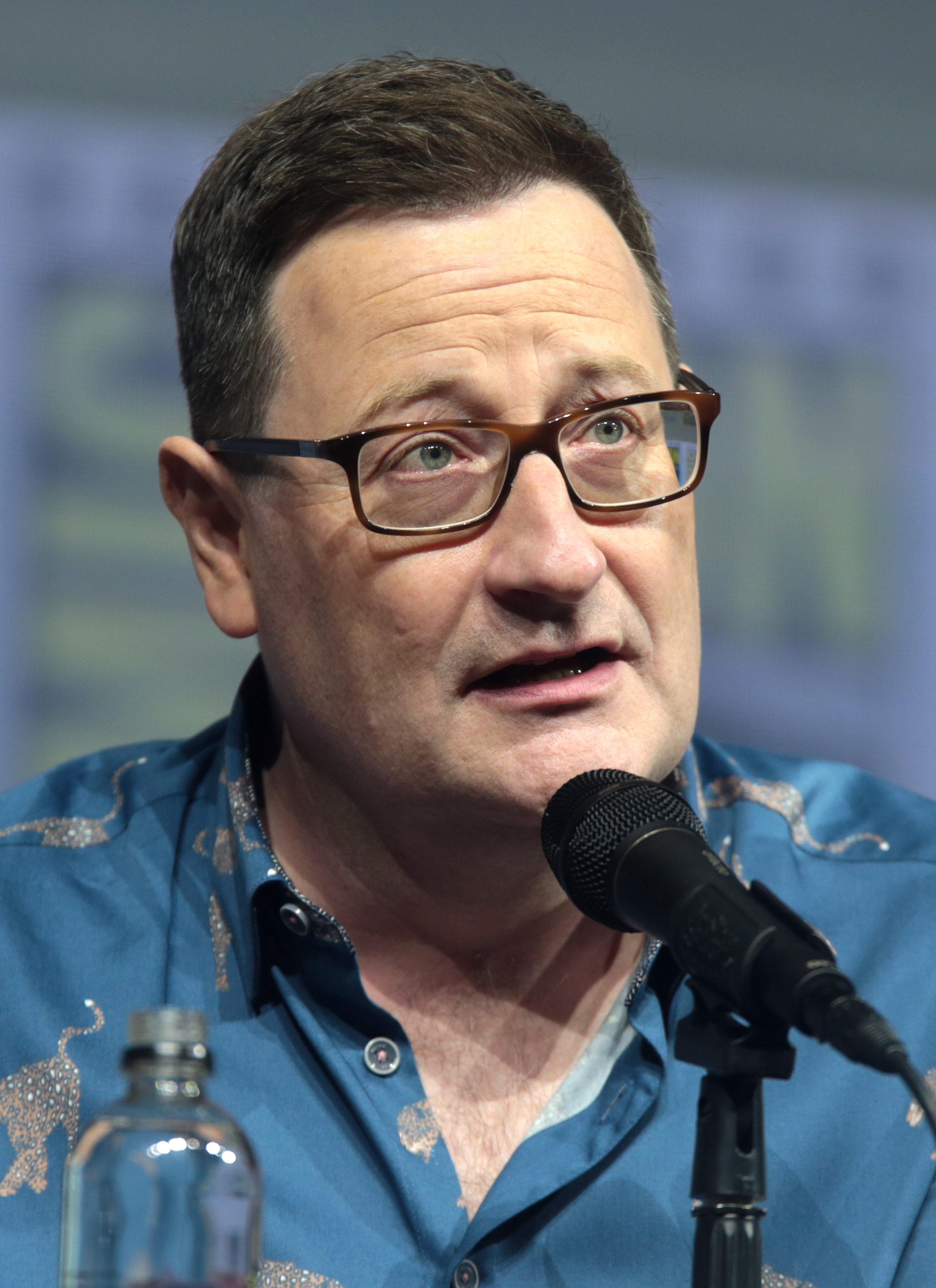
本系列主理人、首席編劇和執行製片人克里斯·奇布諾爾

2015年4月，史蒂芬·莫法特確認《異世奇人》至少還會播出5年，直到2020年。2016年1月，擔當了7年的主理人後，莫法特宣佈系列10將是他作為首席編劇和執行製片人的最後一季，克里斯·奇布諾爾將在2018年接替自己。同時擔任執行製片人的還有馬特·史蒂文斯（Matt Strevens）和山姆·霍伊尔（Sam Hoyle）。由於莫法特不再擔任首席編劇，他在2017年2月宣佈不會為系列11中劇集撰寫劇本。新的編劇團隊里包括有色人種，這是《異世奇人》歷史上的首次，有兩名女性和三名男性擔任特約編劇。同時導演的人選方面也力求男女平衡。奇布諾爾和斯特裏文表示看重製作團隊的多樣性。
系列11共有10集，較短於重啟後之前10個系列的12或13集。劇集的平均長度為50分鐘，首播集為65分鐘。2018年7月19日，本系列劇集主理人克里斯·奇布諾爾在圣地亚哥国际漫画展明確說明這個系列的每集均是相對獨立的完整故事，不會出現由連續多集組成的故事。奇布諾爾還表示系列的常規劇集中不會涉及到戴立克。12月的新年特輯預告片中顯示，戴立克將在特輯中出現，並且第十三任博士將面對一個單獨的戴立克。《異世奇人》自2005年重啟以來，除了當年劇集《仇人碰面》，戴立克均是成群結隊地出現在劇集中。
曾執導引入朱迪·惠特克成為第十三任博士短片的傑米·蔡爾茲確認執導第1集和第7集。薩利·阿帕拉哈米安將執導第3個製作區塊，包含兩集。在2018年8月的一期《異世奇人》雜誌中，正式公佈了本系列的編劇和導演，瑪洛麗·布萊克曼、艾德·希姆、皮特·麥克蒂格、維奈·帕特爾和喬伊·威爾金森均參與了劇本創作。

### 拍攝
本系列的前期製作始於2017年10月下旬，正式拍攝始於2017年11月，2018年8月完成拍攝。本系列於2018年10月7日首播，每集定於週日播出，這個播出時間在《異世奇人》歷史上是第一次。自2005年以來，整個復活系列的常規劇集均於週六播出。
本系列歷史上第一次採用庫克光學和愛展能光學變形鏡頭拍攝，這一創造性的決定以期使成品更能具備電影化的質感。共拍攝11集，包括10集的常規劇集和1集新年特輯，其中某集曾在英國英格蘭約克郡謝菲爾德的公園山公寓取景。第2集《幽靈紀念碑》部分場景拍攝於南非，本劇第一次在此拍攝。第3集《羅莎》部分場景在南非開普敦拍攝。澳大利亞導演珍妮弗·佩罗特來到英國拍攝了第5集《瑟藍伽難題》和第7集《咔寶！》。第6集《旁遮普的惡魔》拍攝於西班牙的格拉納達省。
具體拍攝順序如下：
| 製作區塊 | 標題名                     | 導演              | 編劇                             | 製作人        | 資料來源                    |
| -------- | -------------------------- | ----------------- | -------------------------------- | ------------- | --------------------------- |
| 1        | 《天外來客》               | 傑米·蔡爾茲       | 克里斯·奇布諾爾                  | 尼基·威尔逊   | [ 27 ] [ 28 ] [ 34 ] [ 46 ] |
| 1        | 《它會帶你走》             | 傑米·蔡爾茲       | 艾德·希姆                        | 尼基·威尔逊   | [ 27 ] [ 28 ] [ 34 ] [ 46 ] |
| 2        | 《幽靈紀念碑》             | 馬克·托德萊       | 克里斯·奇布諾爾                  | 尼基·威尔逊   | [ 45 ] [ 47 ] [ 48 ]        |
| 2        | 《羅莎》                   | 馬克·托德萊       | 瑪洛麗·布萊克曼、克里斯·奇布諾爾 | 尼基·威尔逊   | [ 45 ] [ 47 ] [ 48 ]        |
| 3        | 《英國蛛影》               | 萨利·阿帕拉哈米安 | 克里斯·奇布諾爾                  | 亚历克斯·默瑟 | [ 29 ] [ 30 ] [ 49 ]        |
| 3        | 《獵巫者》                 | 萨利·阿帕拉哈米安 | 喬伊·威爾金森                    | 亚历克斯·默瑟 | [ 29 ] [ 30 ] [ 49 ]        |
| 4        | 《瑟藍伽難題》             | 珍妮弗·佩罗特     | 克里斯·奇布諾爾                  | 尼基·威尔逊   | [ 49 ] [ 50 ]               |
| 4        | 《咔寶！》                 | 珍妮弗·佩罗特     | 皮特·麥克蒂格                    | 尼基·威尔逊   | [ 49 ] [ 50 ]               |
| 5        | 《旁遮普的惡魔》           | 傑米·蔡爾茲       | 維奈·帕特爾                      | 亚历克斯·默瑟 | [ 45 ] [ 49 ] [ 51 ] [ 52 ] |
| 5        | 《蘭斯庫·阿瓦·克羅斯之戰》 | 傑米·蔡爾茲       | 克里斯·奇布諾爾                  | 亚历克斯·默瑟 | [ 45 ] [ 49 ] [ 51 ] [ 52 ] |
| X        | 《新年決心》               | 韋恩·葉           | 克里斯·奇布諾爾                  | 尼基·威尔逊   | [ 37 ] [ 38 ] [ 53 ]        |

### 標誌和特效
2018年2月20日，本系列啟用的全新標誌在英国广播公司商业分支揭幕。標誌由創意公司小鷹（Little Hawk）設計，同時也設計了一枚由圓形包圍住英文詞WHO的傳統風格徽章。視覺特效由英國公司双重否定製作完成。新製作的片頭沒有出現在本系列第1集《天外來客》中，而是在接下來的《幽靈紀念碑》中首次出現。

### 音樂
2018年2月，馬瑞·高德宣佈不再為系列11作曲，他一直是自2005年《異世奇人》重啟以來的音樂總監。2018年6月26日，製作人克里斯·奇布諾爾公佈本系列的作曲由英國皇家伯明翰音樂學院校友賽貢·阿基諾拉完成。

## 宣傳

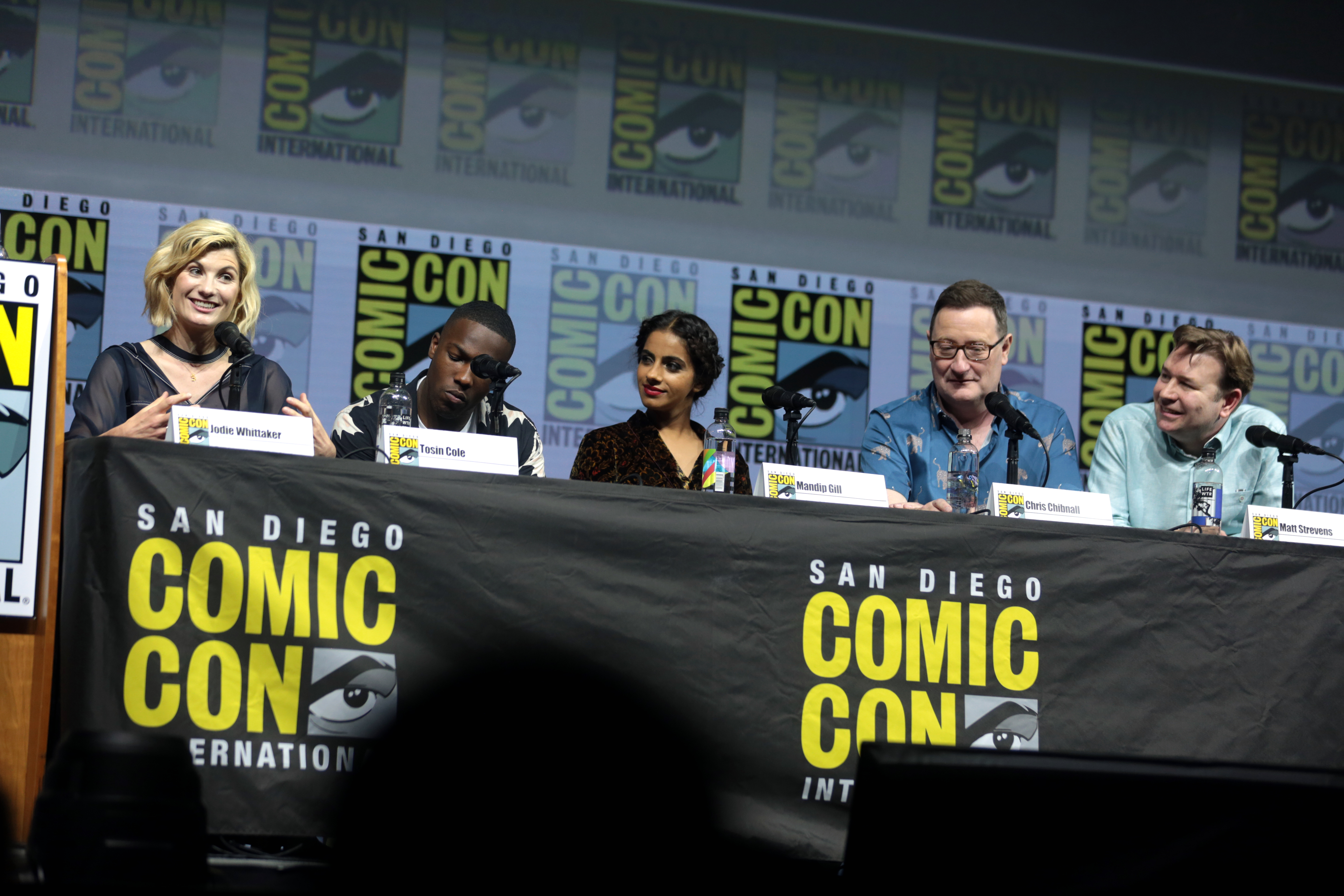
2018年7月19日，朱迪·惠特克、托辛·科爾、曼迪·吉爾和克里斯·奇布諾爾、馬特·史蒂文斯在圣地亚哥国际漫画展。

### 宣傳活動
2018年7月15日，英國廣播公司在克羅地亞對戰法國的世界盃決賽直播期間播放了時長50秒的先行預告短片。短片中博士的新同伴格雷姆、瑞恩和婭斯敏在不同的地方被奇妙的光線吸引，然後周遭的事物發生了有趣的變化（婭斯敏已經吃過的披薩被還原、格雷姆正在閱讀的報紙變成英國兒童卡通雜誌等）。隨後緊接著「宇宙正在呼喚」（The Universe is calling）的文字，出現了面帶微笑的博士。
7月19日，主演朱迪·惠特克、托辛·科爾、曼迪·吉爾和劇集主理人克里斯·奇布諾爾、馬特·史蒂文斯參加了圣地亚哥国际漫画展，在漫展上公佈了第一支時長50秒的正式預告片。9月20日，《異世奇人》的Youtube頻道發佈了第二支時長79秒的官方預告片。9月24日，本系列的提前首映典禮在英國謝菲爾德The Moor商業街舉行，新任博士飾演者朱迪·惠特克偕同托辛·科爾、曼迪·吉爾和布拉德利·沃爾什出席活動。9月28日，BBC先行公佈了系列11第1集《天外來客》其中的一個片段。

### 公益短片
2018年8月7日，報道稱本系列為2018年Children in Need公益活動拍攝了一個短片。短片於公益活動舉行期間的11月16日播出，片中身患囊腫性纖維化的9歲女孩，安娜·馬克，和她的哥哥艾利克斯來到《異世奇人》製作地加的夫探訪塔迪斯和「博士」，他們見到了本系列主演朱迪·惠特克、托辛·科爾、曼迪·吉爾和布拉德利·沃爾什。

## 迴響

### 收視
| 序 | 標題                   | 播出日期       | 當日收視率    | 當日收視率 | DVR收視率     | DVR收視率 | 總收視 （百萬） | 28日 收視 | 欣賞 指數 | 來源                |
| 序 | 標題                   | 播出日期       | 收視 （百萬） | 排名       | 收視 （百萬） | 排名      | 總收視 （百萬） | 28日 收視 | 欣賞 指數 | 來源                |
| -- | ---------------------- | -------------- | ------------- | ---------- | ------------- | --------- | --------------- | --------- | --------- | ------------------- |
| 1  | 天外來客               | 2018年10月7日  | 8.20          | 3          | 2.76          | 1         | 10.960          | 11.456    | 83        | [ 2 ] [ 78 ] [ 79 ] |
| 2  | 幽靈紀念碑             | 2018年10月14日 | 7.11          | 3          | 1.89          | 4         | 9.002           | 9.807     | 82        | [ 2 ] [ 78 ] [ 80 ] |
| 3  | 羅莎                   | 2018年10月21日 | 6.39          | 5          | 1.98          | 4         | 8.410           | 9.006     | 83        | [ 2 ] [ 78 ] [ 81 ] |
| 4  | 英國蛛影               | 2018年10月28日 | 6.43          | 3          | 1.79          | 4         | 8.219           | 8.702     | 83        | [ 2 ] [ 78 ] [ 82 ] |
| 5  | 瑟藍伽難題             | 2018年11月4日  | 6.12          | 6          | 1.64          | 6         | 7.761           | 8.320     | 79        | [ 2 ] [ 78 ] [ 83 ] |
| 6  | 旁遮普的惡魔           | 2018年11月11日 | 5.77          | 3          | 1.71          | 8         | 7.484           | 7.999     | 80        | [ 2 ] [ 78 ] [ 84 ] |
| 7  | 咔寶！                 | 2018年11月18日 | 5.93          | 4          | 1.53          | 9         | 7.458           | 8.055     | 81        | [ 2 ] [ 78 ] [ 85 ] |
| 8  | 獵巫者                 | 2018年11月25日 | 5.66          | 4          | 1.55          | 17        | 7.212           | 7.648     | 81        | [ 2 ] [ 78 ] [ 86 ] |
| 9  | 它會帶你走             | 2018年12月2日  | 5.07          | 5          | 1.35          | 22        | 6.421           | 6.785     | 80        | [ 2 ] [ 78 ] [ 87 ] |
| 10 | 蘭斯庫·阿瓦·克羅斯之戰 | 2018年12月9日  | 5.32          | 4          | 1.33          | 18        | 6.649           | 7.142     | 79        | [ 2 ] [ 78 ] [ 88 ] |
| ‡  | 新年決心               | 2019年1月1日   | 5.15          | 4          | 1.98          | 14        | 7.126           | 7.361     | 80        | [ 2 ] [ 78 ] [ 89 ] |

### 評價
本系列在爛番茄網站上收到普遍好評，獲得了95%的新鮮度，7.37/10分（33位劇評人）。該網站的關鍵共識寫道：「憑藉著朱迪·惠特克超強的活力和感染力，歷時55年的《異世奇人》中全新重生的博士仍然令人充滿新鮮感。」在Metacritic網站上，本系列獲得一般好評，78/100分。
在本季播出過半之後，Techsparx的戴維·赫倫稱之為「優秀」，但表示在劇集中是否存在過度地關注於社會正義的問題。倫敦大學學院影視協會的薩巴斯蒂安·阿斯特利認為本季算得上對《異世奇人》整個系列的「軟重啟」，「包括塔迪斯在內的場景優秀設計以及新加入本劇的作曲賽貢·阿基諾拉創作的有著微妙變化的原聲音樂很大地提高了劇集的品質」，但是劇中的其他元素「處理地比較混亂，儘管這可能是由於前半季的編劇克里斯·奇布諾爾所創作的主題沉重的劇本造成的」。凱特琳·托馬斯稱讚了朱迪·惠特克富有「激情和活力」的表演，而對本季中博士的同伴持有異議，劇集「並沒有深入地去刻畫他們，四集之後，他們自身的故事發展幾乎停滯在開始時的狀態」。
| 系列11（2018年）：烂番茄追踪到的所有评论家的评论中，正面评论占比 |                                                                                  |
|                                                                  | 由于技术原因，此旧版图表已停用，並須迁移至新版图表。造成您的不便，我們深表歉意。 |

### 獎項
| 年度 | 獎項         | 類別                          | 入圍者               | 結果 | 來源   |
| ---- | ------------ | ----------------------------- | -------------------- | ---- | ------ |
| 2019 | 第23屆衛星獎 | 最佳類型電視劇                | 《異世奇人：系列11》 | 提名 | [ 95 ] |
| 2019 | 第23屆衛星獎 | 最佳女演員——劇情/類型類電視劇 | 朱迪·惠特克          | 提名 | [ 95 ] |

## 播出與發行

### 海外播出
| 英国   | 英國廣播公司第一台 BBC iPlayer | 2018年10月7日18時45分  | 2018年10月8日1時45分  | 週播         | [ 96 ]               |  |  |  |  |
|        |                                |                        |                       |              |                      |  |  |  |  |
|        | ABC                            | 2018年10月8日17時55分  | 2018年10月8日16時25分 | 週播         | [ 97 ] [ 98 ] [ 99 ] |  |  |  |  |
| 加拿大 | Space                          | 2018年10月8日1時45分   | 2018年10月8日13時45分 | 週播         | [ 100 ]              |  |  |  |  |
| 中国   | 优酷                           | 2018年10月8日2時45分   | 2018年10月8日2時45分  | 週播         | [ 104 ]              |  |  |  |  |
| 法國   | 法國電視四台                   | 2018年10月11日22時25分 | 2018年10月12日4時25分 | 週播         | [ 105 ] [ 106 ]      |  |  |  |  |
| 德国   | 福克斯 (德國)                  | 2019年1月31日21時      | 2019年2月1日3時       | 週播         | [ 107 ]              |  |  |  |  |
| 義大利 | 義大利廣播電視公司第四台       | 2019年1月20日16時      | 2019年1月20日23時     | 週播         | [ 108 ] [ 109 ]      |  |  |  |  |
| 新西兰 | 新西蘭電視台                   | 2018年10月8日7時45分   | 2018年10月8日2時45分  | 週播         | [ 110 ] [ 111 ]      |  |  |  |  |
| 臺灣   | myVideo                        | 2018年12月21日         | 2018年12月21日        | 線上全季釋出 | [ 112 ] [ 113 ]      |  |  |  |  |
| 美国   | 英國廣播公司美國台             | 2018年10月7日13時45分  | 2018年10月8日1時45分  | 週播         | [ 96 ] [ 114 ]       |  |  |  |  |

### 影碟發行

#### 單行版
| 系列 | 標題                   | 劇集數及長度      | 區域2／B區發行日期              | 區域4／B區發行日期              | 區域1／A區發行日期              |
| ---- | ---------------------- | ----------------- | ------------------------------- | ------------------------------- | ------------------------------- |
| 11   | 《異世奇人》系列11全集 | 9×50分鐘 1×65分鐘 | 2019年1月14日 （DVD、藍光光碟） | 2019年2月6日 （DVD、藍光光碟）  | 2019年1月29日 （DVD、藍光光碟） |
| 11   | 新年特輯《新年決心》   | 1×60分鐘          | 2019年2月18日 （DVD、藍光光碟） | 2019年2月20日 （DVD、藍光光碟） | 2019年2月19日 （DVD、藍光光碟） |

#### 完全版
| 《異世奇人》系列11                                               |                                                                  | | | | | | |
| 影碟詳情                                                         | 影碟詳情                                                         | 特色附贈 | 特色附贈 | 特色附贈 | 特色附贈 | 特色附贈 | 特色附贈 |
| - 10集 - 4碟裝（區域2和4） 3碟裝（區域1） - 寬高比2:1 - 英文字幕 | - 10集 - 4碟裝（區域2和4） 3碟裝（區域1） - 寬高比2:1 - 英文字幕 | - 4集音頻評論（《天外來客》、《羅莎》、《瑟藍伽難題》和《旁遮普的惡魔》） - 10集走近博士 - 演員視頻日記 - 6集幕後故事（《成為博士》、《博士重生》、《執導〈異世奇人〉》、《博士的朋友》、《新塔迪斯須知》和《主題曲創作》） - 社交必備 | - 4集音頻評論（《天外來客》、《羅莎》、《瑟藍伽難題》和《旁遮普的惡魔》） - 10集走近博士 - 演員視頻日記 - 6集幕後故事（《成為博士》、《博士重生》、《執導〈異世奇人〉》、《博士的朋友》、《新塔迪斯須知》和《主題曲創作》） - 社交必備 | - 4集音頻評論（《天外來客》、《羅莎》、《瑟藍伽難題》和《旁遮普的惡魔》） - 10集走近博士 - 演員視頻日記 - 6集幕後故事（《成為博士》、《博士重生》、《執導〈異世奇人〉》、《博士的朋友》、《新塔迪斯須知》和《主題曲創作》） - 社交必備 | - 4集音頻評論（《天外來客》、《羅莎》、《瑟藍伽難題》和《旁遮普的惡魔》） - 10集走近博士 - 演員視頻日記 - 6集幕後故事（《成為博士》、《博士重生》、《執導〈異世奇人〉》、《博士的朋友》、《新塔迪斯須知》和《主題曲創作》） - 社交必備 | - 4集音頻評論（《天外來客》、《羅莎》、《瑟藍伽難題》和《旁遮普的惡魔》） - 10集走近博士 - 演員視頻日記 - 6集幕後故事（《成為博士》、《博士重生》、《執導〈異世奇人〉》、《博士的朋友》、《新塔迪斯須知》和《主題曲創作》） - 社交必備 | - 4集音頻評論（《天外來客》、《羅莎》、《瑟藍伽難題》和《旁遮普的惡魔》） - 10集走近博士 - 演員視頻日記 - 6集幕後故事（《成為博士》、《博士重生》、《執導〈異世奇人〉》、《博士的朋友》、《新塔迪斯須知》和《主題曲創作》） - 社交必備 |
| DVD                                                              | DVD                                                              | 區域1 | 區域1 | 區域2 | 區域2 | 區域4 | 區域4 |
| 發行日期                                                         | 發行日期                                                         | 2019年1月29日 | 2019年1月29日 | 2019年1月14日 | 2019年1月14日 | 2019年2月6日 | 2019年2月6日 |
| 藍光影碟                                                         | 藍光影碟                                                         | A區 | A區 | A區 | B區 | B區 | B區 |
| 發行日期                                                         | 發行日期                                                         | 2019年1月29日 | 2019年1月29日 | 2019年1月29日 | 2019年1月14日 | 2019年1月14日 | 2019年1月14日 |

## 原聲音樂
一首名為《十三》的原聲帶單曲將於2018年12月11日由Silva Screen Records唱片公司提前發行。本系列中由賽貢·阿基諾拉作曲的共41首原創音樂的完整版將由同家唱片公司於2019年1月11日發行。

## 備註
1. ↑  2019年的新年特輯。
2. ↑  第1集《天外來客》7日總收視人數：電視端為1053.5萬，電腦端為23.4萬，平板端為11.0萬，智能手機端為8.0萬。
3. ↑  第1集《天外來客》28日總收視人數：電視端為1093.0萬，電腦端為28.6萬，平板端為13.9萬，智能手機端為10.2萬。
4. ↑  第2集《幽靈紀念碑》7日總收視人數：電視端為867.0萬，電腦端為18.4萬，平板端為8.3萬，智能手機端為6.4萬。
5. ↑  第2集《幽靈紀念碑》28日總收視人數：電視端為938.2萬，電腦端為23.2萬，平板端為11.0萬，智能手機端為8.4萬。
6. ↑  第3集《羅莎》7日總收視人數：電視端為808.8萬，電腦端為17.6萬，平板端為8.2萬，智能手機端為6.3萬。
7. ↑  第3集《羅莎》28日總收視人數：電視端為860.9萬，電腦端為21.5萬，平板端為10.2萬，智能手機端為7.9萬。
8. ↑  第4集《英國蛛影》7日總收視人數：電視端為797.4萬，電腦端為13.1萬，平板端為6.2萬，智能手機端為5.1萬。
9. ↑  第4集《英國蛛影》28日總收視人數：電視端為839.6萬，電腦端為16.3萬，平板端為7.9萬，智能手機端為6.4萬。
10. ↑  第5集《瑟藍伽難題》7日總收視人數：電視端為749.4萬，電腦端為14.8萬，平板端為6.6萬，智能手機端為5.3萬。
11. ↑  第5集《瑟藍伽難題》28日總收視人數：電視端為799.6萬，電腦端為17.6萬，平板端為8.2萬，智能手機端為6.6萬。
12. ↑  第6集《旁遮普的惡魔》7日總收視人數：電視端為723.3萬，電腦端為13.9萬，平板端為6.1萬，智能手機端為5.1萬。
13. ↑  第6集《旁遮普的惡魔》28日總收視人數：電視端為769.9萬，電腦端為15.9萬，平板端為7.7萬，智能手機端為6.4萬。
14. ↑  第7集《咔寶！》7日總收視人數：電視端為722.5萬，電腦端為12.0萬，平板端為6.1萬，智能手機端為5.2萬。
15. ↑  第7集《咔寶！》28日總收視人數：電視端為777.6萬，電腦端為13.8萬，平板端為7.6萬，智能手機端為6.4萬。
16. ↑  第8集《獵巫者》7日總收視人數：電視端為702.9萬，電腦端為7.8萬，平板端為5.7萬，智能手機端為4.8萬。
17. ↑  第8集《獵巫者》28日總收視人數：電視端為742.4萬，電腦端為9.4萬，平板端為7.1萬，智能手機端為5.9萬。
18. ↑  第9集《它會帶你走》7日總收視人數：電視端為624.2萬，電腦端為7.7萬，平板端為5.5萬，智能手機端為4.7萬。
19. ↑  第9集《它會帶你走》28日總收視人數：電視端為656.9萬，電腦端為9.2萬，平板端為6.7萬，智能手機端為5.7萬。
20. ↑  第10集《蘭斯庫·阿瓦·克羅斯之戰》7日總收視人數：電視端為648.1萬，電腦端為7.3萬，平板端為5.1萬，智能手機端為4.4萬。
21. ↑  第10集《蘭斯庫·阿瓦·克羅斯之戰》28日總收視人數：電視端為693.1萬，電腦端為8.9萬，平板端為6.6萬，智能手機端為5.6萬。
22. ↑  2019年新年特輯《新年決心》7日總收視人數：電視端為695.5萬，電腦端為7.3萬，平板端為5.4萬，智慧型手機端為4.4萬。
23. ↑  2019年新年特輯《新年決心》28日總收視人數：電視端為715.4萬，電腦端為9萬，平板端為6.3萬，智慧型手機端為5.3萬。
24. ↑  優酷在以週播形式播出前3集之後，2018年10月22日後暫停播出後續劇集[101]，於2018年12月5日12時同時更新第4－6集[102]，2018年12月19日12時同時更新第7－9集[103]。

## 資料來源
1. 1 2  Jeffery, Morgan. . 數碼間諜. 2018-07-19  [2018-07-20]. （原始内容存档于2018-07-26） （英语）.
2. 1 2 3 4 5 6 7 8 9 10 11 12 13  . Doctor Who News.   [2019-06-18]. （原始内容存档于2019-09-11） （英国英语）.
3. 1 2  . The Telegraph. 2017-07-16  [2017-07-16]. （原始内容存档于2018-07-18） （英语）.
4. ↑  . BBC. 2017-01-30  [2017-02-01]. （原始内容存档于2018-01-19） （英语）.
5. ↑  . 广播时报. 2017-02-17  [2017-02-20]. （原始内容存档于2018-07-02） （英语）.
6. ↑  Scott, Ryan. . TVWeb. 2017-02-19  [2017-02-20]. （原始内容存档于2018-06-22） （英语）.
7. ↑  Dowell, Ben. . 广播时报. 2017-01-31  [2017-02-20]. （原始内容存档于2018-07-27） （英语）.
8. ↑  Littlejohn, Georgina. . 太陽報. 2017-02-08  [2017-02-14]. （原始内容存档于2018-07-27） （英语）.
9. ↑  . 數碼間諜. 2017-05-16  [2017-05-16]. （原始内容存档于2018-08-19）.|language=en|archiveurl= |deadurl= |archivedate=2018-08-19}}
10. ↑  . 數碼間諜. 2017-07-01. （原始内容存档于2018-09-24） （英语）.
11. ↑  . 广播时报. 2017-07-23  [2017-07-24]. （原始内容存档于2018-07-14） （英语）.
12. ↑  . BBC新闻. 2017-10-22  [2017-10-23]. （原始内容存档于2017-10-23） （英语）.
13. 1 2  . 广播时报. 2017-10-22  [2017-10-22]. （原始内容存档于2018-06-25） （英语）.
14. ↑  . Metro. 2018-03-26  [2018-05-28]. （原始内容存档于2018-06-25） （英语）.
15. ↑  . 广播时报. 2018-03-08  [2018-03-09]. （原始内容存档于2018-08-29） （英语）.
16. ↑  . 數碼間諜. 2018-03-25  [2018-03-27]. （原始内容存档于2018-07-20） （英语）.
17. ↑  Fullerton, Huw. . 2018-07-19  [2018-07-20]. （原始内容存档于2018-07-20） （英语）.
18. ↑  Fullerton, Huw. . 廣播時報. 2018-10-07  [2018-10-07]. （原始内容存档于2018-10-08） （英语）.
19. ↑  . BBC. 2015-04-07  [2015-04-07]. （原始内容存档于2018-07-21） （英语）.
20. ↑  Dowell, Ben. . 廣播時報. 2016-01-22  [2016-01-22]. （原始内容存档于2018-07-14） （英语）.
21. ↑  Mlot, Stephanie. . Geek. 2017-02-14  [2017-02-20]. （原始内容存档于2018-07-19） （英语）.
22. ↑  Jeffrey, Morgan. . 數碼間諜. 2018-07-20  [2018-07-21]. （原始内容存档于2018-08-16） （英语）.
23. ↑  . BBC. 2017-10-22  [2017-10-23]. （原始内容存档于2018-08-17） （英语）.
24. ↑  . 廣播時報.   [2018-02-03]. （原始内容存档于2018-06-25） （英语）.
25. 1 2  Fullerton, Huw. . 2018-07-20  [2018-07-20]. （原始内容存档于2018-08-19） （英语）.
26. ↑  Fearn, Simon. . Digital Spy. 2018-12-25  [2018-12-25]. （原始内容存档于2018-12-25） （英语）.
27. 1 2 3  Sandwell, Ian. . 數碼間諜. 2017-10-27  [2017-10-27]. （原始内容存档于2018-06-25） （英语）.
28. 1 2   (PDF).   [2017-10-28]. （原始内容 (PDF)存档于2018-08-20） （英语）.
29. 1 2  . Rochelle Stevens & Co.   [2017-12-24]. （原始内容存档于2018-06-12） （英语）.
30. 1 2  . Berlin Associates.   [2017-12-24]. （原始内容存档于2018-06-25） （英语）.
31. 1 2  Carras, Christi. . Variety. 2018-08-20  [2018-08-29]. （原始内容存档于2018-08-21） （英语）.
32. ↑  Davies, Megan. . 數碼間諜. 2017-11-12  [2018-06-25]. （原始内容存档于2018-06-24） （英语）.
33. ↑  . 廣播時報. 2018-09-05  [2018-09-06]. （原始内容存档于2018-09-25） （英语）.
34. 1 2  . 廣播時報. 2018-09-05  [2018-09-06]. （原始内容存档于2018-09-06） （英语）.
35. ↑  Strauss, Will. . Broadcast. Broadcast.   [2017-12-01]. （原始内容存档于2018-09-20） （英语）.
36. ↑  Fullerton, Huw. . 廣播時報. 2018-12-08  [2018-12-08]. （原始内容存档于2018-12-08） （英语）.
37. 1 2  Fullerton, Huw. . RadioTimes. 2018年7月19日  [2018年7月20日]. （原始内容存档于2018年8月17日） （英语）.
38. 1 2  Dee, Christel. . Doctor Who TV. 2018-11-14  [2018-11-16]. （原始内容存档于2018-11-15） （英语）.
39. ↑  . BBC News. 2018-09-24  [2018-09-25]. （原始内容存档于2018-09-24） （英国英语）.
40. ↑  Daly, Helen. . Daily Express. 2018-10-14  [2018-11-07]. （原始内容存档于2018-11-07） （英国英语）.
41. ↑  . 廣播時報. 2018-10-14  [2018-10-16] （英国英语）.
42. ↑  Spencer, Samuel. . Express.   [2018-11-15]. （原始内容存档于2018-11-12） （英国英语）.
43. ↑  Hearn, Marcus. . Doctor Who Magazine. 2018年12月, (531): 26 （英国英语）.
44. ↑  Laford, Andrea. . CultBox. 2018-10-15  [2018-11-11]. （原始内容存档于2018-11-12） （英国英语）.
45. 1 2 3  . Doctor Who TV.   [2018-09-18]. （原始内容存档于2018-09-18） （英语）.
46. ↑  Laford, Andrea. . Cultbox. 2018-11-09  [2018-11-16]. （原始内容存档于2018-11-10） （英语）.
47. ↑  . 廣播時報. 2018-09-18  [2018-09-18]. （原始内容存档于2018-09-18） （英语）.
48. ↑  . 廣播時報.   [2018-10-11]. （原始内容存档于2018-10-11） （英语）.
49. 1 2 3  Laford, Andrea. . Cultbox.   [2018-10-23]. （原始内容存档于2018-10-28） （英语）.
50. ↑  . NRFF.   [2018-06-25]. （原始内容存档于2018-06-25） （英语）.
51. ↑  . Independent Talent.   [2018-06-25]. （原始内容存档于2018-06-25） （英语）.
52. ↑  Laford, Andrea. . Cultbox. 2018-11-09  [2018-11-10]. （原始内容存档于2018-11-10） （英语）.
53. ↑  . Berlin Associates.   [2018-07-06]. （原始内容存档于2018-07-27） （英语）.
54. ↑  Fullerton, Huw. . 廣播時報. 2017-02-20  [2017-02-20]. （原始内容存档于2018-08-29） （英语）.
55. ↑  . 廣播時報.   [2018-09-23]. （原始内容存档于2018-09-22） （英语）.
56. ↑  Kelly, Stephen. . 廣播時報. 2018-10-08  [2018-10-31]. （原始内容存档于2018-10-08） （英语）.
57. ↑  O'Connor, Rory. . Express. 2018-02-03  [2018-02-20]. （原始内容存档于2018-06-12） （英语）.
58. ↑  Salemme, Danny. . Screen Rant. 2018-06-26  [2018-06-27]. （原始内容存档于2018-06-27） （英语）.
59. ↑  . 娛樂周刊. 2018-07-15  [2018-07-16]. （原始内容存档于2018-08-25） （美国英语）.
60. ↑  . 今日美國. 2018-07-15  [2018-07-16]. （原始内容存档于2018-08-16） （美国英语）.
61. ↑  . 廣播時報. 2018-07-15  [2018-07-16]. （原始内容存档于2018-07-16） （英语）.
62. ↑  . YouTube. 2018-07-15  [2018-07-16]. （原始内容存档于2018-07-18） （英语）.
63. ↑  . 廣播時報. 2018-07-06  [2018-07-23]. （原始内容存档于2018-08-16） （英语）.
64. ↑  . YouTube. 2018-07-20  [2018-07-31]. （原始内容存档于2018-07-31） （英语）.
65. ↑  Schaefer, Sandy. . screenrant.com. 2018-07-20  [2018-07-23]. （原始内容存档于2018-07-20） （英语）.
66. ↑  Marcus. . Doctor Who News. 2018-09-20  [2018-09-21]. （原始内容存档于2018-09-20） （英语）.
67. ↑  . YouTube. 2018-09-20  [2018-09-21]. （原始内容存档于2018-09-20） （英语）.
68. ↑  Marcus. . Doctor Who News. 2018-09-12  [2018-09-20]. （原始内容存档于2018-09-25） （英语）.
69. ↑  . BBC News. 2018-09-24  [2018-09-25]. （原始内容存档于2018-09-25） （英语）.
70. ↑  Adejobi, Alicia. . Metro. 2018-09-24  [2018-09-25]. （原始内容存档于2018-09-25） （英语）.
71. ↑  Powell, Emma. . Metro. 2018-09-24  [2018-09-25]. （原始内容存档于2018-09-25） （英语）.
72. ↑  Vick, Megan. . 電視指南. 2018-09-28  [2018-09-29]. （原始内容存档于2018-09-29） （英语）.
73. ↑  . YouTube. 2018-09-29  [2018-09-29]. （原始内容存档于2018-09-28） （英语）.
74. ↑  . Cultbox. 2018-08-14  [2018-11-17]. （原始内容存档于2018-11-17） （英语）.
75. ↑  . YouTube. 2018-11-16  [2018-11-17]. （原始内容存档于2019-01-14） （英语）.
76. ↑  Chace, Stephanie. . Digital Spy. 2018-11-16  [2018-11-17]. （原始内容存档于2018-11-16） （英语）.
77. ↑  Jones, Paul. . 廣播時報. 2018-11-16  [2018-11-17]. （原始内容存档于2018-11-17） （英语）.
78. 1 2 3 4 5 6 7 8 9 10 11  . Broadcasters' Audience Research Board.   [2018-10-28]. （原始内容存档于2019-02-02）.
79. ↑  Marcus. . Doctor Who News. 2018-10-08  [2018-10-23]. （原始内容存档于2018-10-23） （英语）.
80. ↑  Marcus. . Doctor Who News. 2018-10-15  [2018-10-23]. （原始内容存档于2018-10-23） （英语）.
81. ↑  Marcus. . Doctor Who News. 2018-10-22  [2018-10-23]. （原始内容存档于2018-10-23） （英语）.
82. ↑  Marcus. . Doctor Who News. 2018-10-29  [2018-10-30]. （原始内容存档于2018-11-01） （英语）.
83. ↑  Marcus. . Doctor Who News. 2018-11-05  [2018-11-05]. （原始内容存档于2018-11-05） （英语）.
84. ↑  Marcus. . Doctor Who News. 2018-11-12  [2018-11-12]. （原始内容存档于2018-11-12） （英语）.
85. ↑  Marcus. . Doctor Who News. 2018-11-19  [2018-11-19]. （原始内容存档于2018-11-19） （英语）.
86. ↑  Marcus. . Doctor Who News. 2018-11-26  [2018-11-26]. （原始内容存档于2018-11-26） （英语）.
87. ↑  Marcus. . Doctor Who News. 2018-12-03  [2018-12-03]. （原始内容存档于2018-12-03） （英语）.
88. ↑  Marcus. . Doctor Who News. 2018-12-10  [2018-12-10]. （原始内容存档于2018-12-10） （英语）.
89. ↑  Marcus. . Doctor Who News. 2019-01-02  [2019-01-02]. （原始内容存档于2019-01-03） （英国英语）.
90. 1 2  . 爛番茄.   [2018-12-10]. （原始内容存档于2018-12-09） （美国英语）.
91. ↑  . Metacritic.   [2018-11-11]. （原始内容存档于2018-10-08） （美国英语）.
92. ↑  Herron, David. . techsparx.com.   [2018-12-05]. （原始内容存档于2018-12-01） （英语）.
93. ↑  Astley, Sabastian. . UCL FIlm & TV Society. 2018-11-17  [2018-12-05]. （原始内容存档于2018-12-01） （英语）.
94. ↑  Thomas, Kaitlin. . TV Guide. 2018-11-03  [2018-12-05]. （原始内容存档于2018-12-01） （英语）.
95. ↑  . 國際記者協會. 2018-11-29  [2018-12-03]. （原始内容存档于2018-11-29） （美国英语）.
96. 1 2  . Express. 2018-09-26  [2018-09-26]. （原始内容存档于2018-09-26） （英语）.
97. ↑  Lu, Anne. . International Business Time. 2018-09-07  [2018-09-25]. （原始内容存档于2018-09-08） （英语）.
98. ↑  . 2018-09-05  [2018-09-25]. （原始内容存档于2018-09-06） （英语）.
99. ↑  . ABC.   [2018-09-27]. （原始内容存档于2018-09-27） （英语）.
100. ↑  . Space. 2018-09-05  [2018-09-27]. （原始内容存档于2018-09-05） （英语）.
101. ↑  DoctorWho神秘博士. . 微博. 2018-10-17  [2018-12-05]. （原始内容存档于2019-03-27） （中文（中国大陆））.
102. ↑  优酷. . 微博. 2018-12-05  [2018-12-05]. （原始内容存档于2019-03-27） （中文（中国大陆））.
103. ↑  优酷. . 微博. 2018-12-20  [2018-12-19]. （原始内容存档于2019-03-27） （中文（中国大陆））.
104. ↑  . DoctorWho神秘博士. 2018-09-30  [2018-10-09]. （原始内容存档于2018-10-02） （中文（中国大陆））.
105. ↑  Coulaud, François. . Télé Star. 2018-09-14  [2018-09-30]. （原始内容存档于2018-09-15） （法语）.
106. ↑  Coulaud, François. . Télé Star. 2018-10-11  [2018-10-12]. （原始内容存档于2018-10-12） （法语）.
107. ↑  .   [2018-12-04]. （原始内容存档于2018-12-04） （德语）.
108. ↑  . 2018-10-11  [2018-12-04]. （原始内容存档于2018-10-11） （意大利语）.
109. ↑  Paolino. . 2019-01-20  [2019-01-23]. （原始内容存档于2019-01-23） （意大利语）.
110. ↑  Bevan, Darren. . 2018-07-17  [2018-09-25]. （原始内容存档于2018-08-17） （英语）.
111. ↑  .   [2018-09-30]. （原始内容存档于2018-09-30） （英语）.
112. ↑  . 2018-10-31  [2018-12-26]. （原始内容存档于2018-10-31） （英语）.
113. ↑  馬, 瑞璿. . 經濟日報/聯合晚報. 2018-12-20  [2018-12-26]. （原始内容存档于2018-12-26） （中文（臺灣））.
114. ↑  Napoli, Jessica. . TVInsider. 2018-09-05  [2018-09-25]. （原始内容存档于2018-09-06） （英语）.
115. 1 2  .   [2018-12-13]. （原始内容存档于2018-10-23） –Amazon （英语）.
116. 1 2  . Sanity.   [2018-12-31]. （原始内容存档于2018-10-10） （英语）.
117. 1 2  .   [2018-10-10]. （原始内容存档于2018-10-13） –Amazon （英语）.
118. ↑  .   [2018-12-17]. （原始内容存档于2018-12-17） –Amazon （英语）.
119. ↑  .   [2018-12-21]. （原始内容存档于2018-12-21） –Sanity （英语）.
120. ↑  .   [2018-12-13]. （原始内容存档于2019-01-19） –Amazon （英语）.
121. ↑  .   [2019-02-20]. （原始内容存档于2019-04-13） –Amazon.
122. ↑  .   [2019-02-20]. （原始内容存档于2019-02-20） –Amazon.
123. ↑  . The Groove Merchants.   [2018-12-05]. （原始内容存档于2018-12-04） （英语）.
124. ↑  . The Groove Merchants. 2018-12-04  [2018-12-05]. （原始内容存档于2018-12-04） （英语）.
125. ↑  . Film Music Reporter. 2018-12-04  [2018-12-05]. （原始内容存档于2018-12-05） （英语）.

## 外部連結
- 官方网站
- 《《異世奇人》》各集列表 来自互联网电影数据库
- 豆瓣电影上《異世奇人（系列11）》的資料 （简体中文）